# 许尔锋
许尔锋（1963年12月—），男，汉族，甘肃民勤人，中华人民共和国政治人物，曾任宁夏回族自治区人民政府副主席，区公安厅厅长、党委书记，中华人民共和国应急管理部政治部主任、党组成员。